# 深圳市乡村振兴和协作交流局
深圳市乡村振兴和协作交流局，是中华人民共和国广东省深圳市人民政府工作部门，负责东西部协作、对口支援、省内乡村振兴和驻镇帮镇扶村等工作。

## 历史沿革
- 1990年，广东省委省政府《关于进一步支持山区市和新建市发展经济的决定》，安排深圳对口帮扶梅州市，是深圳市首次开展对口帮扶工作[2]。
- 1991年，深圳成立对口扶持工作领导小组及办公室，该办公室先后随深圳市机构改革被列入深圳市经济贸易局、深圳市贸易工业局[3]、深圳市科技工贸和信息化委员会[4]及深圳市经济贸易和信息化委员会[5]的直属机构。
- 2014年1月，深圳市人民政府印发《进一步深化对口帮扶工作方案》，组建深圳对口帮扶汕尾指挥部、深圳对口帮扶河源指挥部[6]。
- 2016年10月，深圳市对口支援办公室荣获“全国扶贫系统先进集体”称号[7]。
- 2019年1月，为聚焦推进精准扶贫战略，深圳市人民政府组建深圳市扶贫协作和合作交流办公室，该办公室划入深圳市经济贸易和信息化委员会对口帮扶、对口支援、扶贫协作、精准扶贫、经济协作等职责[8]，作为深圳市人民政府正局级工作部门。
- 2021年7月，深圳市对口支援工作领导小组印发《深圳市对口帮扶汕头、河源和汕尾市驻镇帮镇扶村行动方案》，组建深圳对口帮扶汕头指挥部[9]；7月26日，深圳市乡村振兴和协作交流局揭牌成立，深圳市扶贫协作和合作交流办公室正式重组为深圳市乡村振兴和协作交流局[1]。
- 2024年2月，将原属于深圳市市场监督管理局指导和促进农业发展，指导农业现代化建设，依法负责耕地及永久基本农田质量保护，农业、畜牧业安全生产监管等职责划入深圳市乡村振兴和协作交流局。

## 职责
根据《深圳市乡村振兴和协作交流局职能配置、内设机构和人员编制规定》，深圳市乡村振兴和协作交流局承担下列职责：
1. 拟订乡村振兴和协作交流相关的战略、规划、计划和政策并组织实施。组织起草有关地方性法规、规章草案。
2. 统筹推进乡村振兴，推动市内区域协调发展，促进共同富裕。负责乡村振兴实绩考核评估工作。
3. 归口指导、协调全市东西部协作、对口支援、帮扶协作、合作交流工作，联系、服务派驻干部，督促检查帮扶项目实施情况及资金使用绩效，及时向有关部门反映情况并提出建议。负责推动对口地区区域协调发展和原中央苏区、革命老区建设相关工作。动员社会力量参与帮扶协作，推进消费帮扶工作。
4. 负责与帮扶协作和合作交流地区的联系协调、交流互访、联席会议、组团参展等工作。负责深圳与国内其他地区有关合作交流活动的综合协调和服务工作。
5. 负责指导和促进农业、畜牧业发展，指导农业、畜牧业现代化建设。依法负责耕地及永久基本农田质量保护。负责“菜篮子”工程的组织协调。负责农业、畜牧业安全生产监管。
6. 负责农业发展、乡村振兴和协作交流领域有关资金和经费的总体计划、实施管理、绩效评价等工作。承担西部教育助学基金的监督管理。
7. 承担各地驻深办事机构的联系、协调、服务等工作。
8. 负责本行业、本领域人才队伍建设。
9. 完成市委、市政府和上级部门交办的其他任务。

## 机构设置

### 内设机构
- 中共深圳市委农村工作领导小组办公室秘书处（乡村振兴促进处）
- 办公室
- 规划财务处
- 省内帮扶协作处
- 东西部协作处
- 支援合作处
- 现代农业畜牧业处
- 社会帮扶处（驻深单位管理处）

### 前方派驻机构
- 粤桂协作工作队[11]
- 深圳市对口支援新疆工作前方指挥部[12]
- 深圳对口帮扶汕头指挥部[9]
- 深圳对口帮扶汕尾指挥部[6]
- 深圳对口帮扶河源指挥部[6]
- 深圳援藏工作组[13]